# Pseudocrenilabrinae
Pseudocrenilabrinae là một phân họ cá hoàng đế bao gồm tất cả các loài cá hoàng đế sống ở châu Phi và Trung Đông trừ các loài Heterochromis multidens và Malagasy. Trước đây một số tác giả xếp thêm các phân họ ở châu Phi như Tilapiinae (Hoedeman, 1947), Tylochrominae (Poll, 1986), Heterochrominae (Kullander, 1998) hay Boulengerochrominae (Tawil, 2001).
Các loài khác trong họ này thuộc các hồ đông Phi lớn hơn như Mbuna ở Hồ Malawi, và các loài khác trong Hồ Victoria và Hồ Tanganyika.
Các tông trong phân họ Pseudocrenilabrinae như Haplochromini và Tilapiini phân bố rộng rãi ở châu Phi; các tông khác phân bố có tính địa phương, đặc biệt là trong các hồ ở thung lũng tách giãn lớn.

## Phân loại
Một phần trong các tông đề cập ở trên Bathybatini, Benthochromini, Boulengerochromini, Cyphotilapiini, Eretmodini, Greenwoodochromini, Limnochromini và Perissodini đôi khi cũng được nhận dạng. Các chi tuyệt chủng Mahengechromis và các loài còn sống Etia nguti dường như khá ít có mặt trong Pseudocrenilabrinae, khác với bất kỳ tông nào đã được định danh.

### Các chi
| - Alticorpus Stauffer & McKaye 1988 - Altolamprologus Poll 1986 - Anomalochromis Greenwood 1985 - Aristochromis Trewavas 1935 - Astatoreochromis Pellegrin 1904 - Astatotilapia Pellegrin 1904 - Aulonocara Regan 1922 - Aulonocranus Regan 1920 - Baileychromis Poll 1986 - Bathybates Boulenger 1898 - Benitochromis Lamboj 2001 - Benthochromis Poll 1986 - Boulengerochromis Pellegrin 1904 - Buccochromis Eccles & Trewavas 1989 - Callochromis Regan 1920 - Caprichromis Eccles & Trewavas 1989 - Cardiopharynx Poll 1942 - Chalinochromis Poll 1974 (might belong in Julidochromis) - Champsochromis Boulenger 1915 - Cheilochromis Eccles & Trewavas 1989 - Chetia Trewavas 1961 - Chilochromis Boulenger 1902 - Chilotilapia Boulenger 1908 - Chromidotilapia Boulenger 1898 - Congochromis Stiassny & Schliewen 2007 - Copadichromis Eccles & Trewavas 1989 - Corematodus Boulenger 1897 - Ctenochromis Pfeffer 1893 - Ctenopharynx Eccles & Trewavas 1989 - Cunningtonia Boulenger 1906 - Cyathochromis Trewavas 1935 - Cyathopharynx Regan 1920 - Cyclopharynx Poll 1948 - Cynotilapia Regan 1922 - Cyphotilapia Regan 1920 - Cyprichromis Scheuermann 1977 - Cyrtocara Boulenger 1902 - Danakilia Thys van den Audenaerde 1969 - Dimidiochromis Eccles & Trewavas 1989 - Diplotaxodon Trewavas 1935 - Divandu Lamboj & Snoeks 2000 - Docimodus Boulenger 1897 - Eclectochromis Eccles & Trewavas 1989 - Ectodus Boulenger 1898 - Eretmodus Boulenger 1898 - Etia Schliewen & Stiassny 2003 - Exochochromis Eccles & Trewavas 1989 - Fossorochromis Eccles & Trewavas 1989 - Genyochromis Trewavas 1935 - Gephyrochromis Boulenger 1901 - Gnathochromis Poll 1981 - Gobiocichla Kanazawa 1951 - Grammatotria Boulenger 1899 - Greenwoodochromis Poll 1983 - Haplochromis Hilgendorf 1888 - Haplotaxodon Boulenger 1906 - HemichromisPeters 1857 - Hemibates Regan 1920 - Hemitaeniochromis Eccles & Trewavas 1989 - Hemitilapia Boulenger 1902 - Hoplotilapia Hilgendorf 1888 - Interochromis Yamaoka, Hori & Kuwamura 1988 - Iodotropheus Oliver & Loiselle 1972 - Iranocichla Coad 1982 - Julidochromis Boulenger 1898 - Konia Trewavas 1972 - Labeotropheus Ahl 1926 - Labidochromis Trewavas 1935 - Lamprologus Schilthuis 1891 - Lepidiolamprologus Pellegrin 1904 (probably polyphyletic) - Lestradea Poll 1943 - Lethrinops Regan 1922 - Lichnochromis Trewavas 1935 - Limbochromis Greenwood 1987 - Limnochromis Regan 1920 - Limnotilapia Regan 1920 | - Lithochromis Lippitsch & Seehausen 1998 - Lobochilotes Boulenger 1915 - Macropleurodus Regan 1922 - Maylandia Meyer & Foerster 1984 - Mbipia Lippitsch & Seehausen 1998 - Mchenga Stauffer & Konings, 2006 - Melanochromis Trewavas, 1935 - Microchromis Johnson 1975 - Myaka Trewavas 1972 - Mylochromis Regan 1920 - Naevochromis Eccles & Trewavas 1989 - Nanochromis Pellegrin 1904 - Neochromis Regan 1920 - Neolamprologus Colombe & Allgayer 1985 (polyphyletic?) - Nimbochromis Eccles & Trewavas 1989 - Nyassachromis Eccles & Trewavas 1989 - Ophthalmotilapia Pellegrin 1904 - Oreochromis Günther 1889 - Orthochromis Greenwood 1954 - Otopharynx Regan 1920 - Pallidochromis Turner 1994 - Paracyprichromis Poll 1986 - Parananochromis Greenwood 1987 - Paralabidochromis Greenwood 1956 - Pelmatochromis Steindachner 1894 - Pelvicachromis Thys van den Audenaerde 1968 - Perissodus Boulenger 1898 - Petrochromis Boulenger 1898 - Petrotilapia Trewavas 1935 - Pharyngochromis Greenwood 1979 - Placidochromis Eccles & Trewavas 1989 - Platytaeniodus Boulenger 1906 - Plecodus Boulenger 1898 - Protomelas Eccles & Trewavas 1989 - Pseudocrenilabrus Fowler 1934 - Pseudosimochromis Nelissen 1977 - Pseudotropheus Regan 1922 - Pterochromis Trewavas 1973 - Ptyochromis Greenwood 1980 - Pundamilia Seehausen & Lippitsch 1998 - Pungu Trewavas 1972 - Pyxichromis Greenwood 1980 - Reganochromis Whitley 1929 - Rhamphochromis Regan 1922 - Sargochromis Regan 1920 - Sarotherodon Rppell 1852 - Schubotzia Boulenger 1914 - Schwetzochromis Poll 1948 - Sciaenochromis Eccles & Trewavas 1989 - Serranochromis Regan 1920 - Simochromis Boulenger 1898 - Spathodus Boulenger 1900 - Steatocranus Boulenger 1899 - Stigmatochromis Eccles & Trewavas 1989 - Stomatepia Trewavas 1962 - Taeniochromis Eccles & Trewavas 1989 - Taeniolethrinops Eccles & Trewavas 1989 - Tangachromis Poll 1981 - Tanganicodus Poll 1950 - Teleogramma Boulenger 1899 - Telmatochromis Boulenger 1898 (probably polyphyletic) - Thoracochromis Greenwood 1979 - Thysochromis Daget 1988 - Tilapia Smith, 1840 - Tramitichromis Eccles & Trewavas 1989 - Trematocara Boulenger 1899 - Trematocranus Trewavas 1935 - Triglachromis Poll & Thys van den Audenaerde 1974 - Tristramella Trewavas 1942 - Tropheops Trewavas 1984 ???? - Tropheus Boulenger 1898 - Tylochromis Regan 1920 - Tyrannochromis Eccles & Trewavas 1989 - Variabilichromis Colombe & Allgayer 1985 - Xenochromis Boulenger 1899 - Xenotilapia Boulenger 1899 |